# HMS Sikh (1937)
HMS Sikh – brytyjski niszczyciel z okresu II wojny światowej, typu Tribal, w służbie Royal Navy w latach 1938–1942. Nosił znaki taktyczne L82, F82, G82. Podczas wojny służył w kampanii norweskiej, na Atlantyku i na Morzu Śródziemnym, gdzie został zatopiony 14 września 1942.
Za przebieg służby HMS „Sikh” otrzymał 8 wyróżnień bitewnych (battle honours): Norwegia 1940, Atlantyk 1940-1941, operacja przeciw pancernikowi Bismarck 1941, bitwa koło przylądka Bon 1941, Libia 1941, konwoje maltańskie 1941-1942, bitwa pod Syrtą 1942, Morze Śródziemne 1942.

## Budowa
Okręt zamówiono 19 czerwca 1936 w ramach programu budowy z 1936 roku i stępkę pod jego budowę położono 24 września 1936 w stoczni Stephens w Govan w Szkocji (w tej samej stoczni budowano bliźniaczy „Zulu”). Kadłub wodowano 17 grudnia 1937, a okręt wszedł do służby w Royal Navy 12 października 1938. Był to drugi okręt noszący nazwę HMS Sikh (Sikh), po niszczycielu z I wojny światowej Koszt budowy bez uzbrojenia i wyposażenia łączności wyniósł 337,704 funtów.

## Służba
„Sikh” wszedł do służby w składzie 4. Flotylli Niszczycieli Floty Śródziemnomorskiej stacjonującej na Malcie (do kwietnia 1939 noszącej nazwę 1. Flotylli Niszczycieli Tribal). W dniach 15-18 listopada 1938 przetransportował z Boulogne do Dover króla Rumunii Karola II i księcia Michała udających się z wizytą do Wielkiej Brytanii. W grudniu przybył na Maltę. Zmieniono mu wówczas numer taktyczny z L82 na F82.
W marcu 1939 uczestniczył w patrolach na wodach Hiszpanii, gdzie dobiegała końca hiszpańska wojna domowa. 21 marca przetransportował uchodźców z Kartageny do Marsylii.

### Początek wojny i kampania norweska 1940
Tuż po wybuchu II wojny światowej, we wrześniu 1939 skierowany został na Morze Czerwone (wraz z HMS „Gurkha”, „Mohawk” i „Afridi”) w celu kontrolowania ruchów włoskich statków koło włoskiego Somali (Włochy nie przystąpiły jeszcze wówczas do wojny). Od 5 października do listopada był remontowany na Malcie (usuwano defekty turbin), po czym w grudniu został przeniesiony do Floty Metropolii (Home Fleet), w ślad za 4. Flotyllą. Następnie niszczyciele flotylli głównie patrolowały na Morzu Północnym i Atlantyku oraz działały z siłami głównymi floty, bazując w Scapa Flow.
Tuż przed niemieckim atakiem na Norwegię, wieczorem 7 kwietnia „Sikh” wypłynął na patrol w rejonie Stavanger z krążownikami i niszczycielami brytyjskimi oraz polskimi, poszukując niemieckich okrętów, lecz bez kontaktu z nieprzyjacielem. Następnie 9 kwietnia wyruszył w eskorcie 4 krążowników, które miały zaatakować niemieckie okręty pod Bergen, lecz operacja została odwołana i okręty dołączyły do sił głównych Home Fleet, atakowane po drodze przez lotnictwo (zatopiono wówczas niszczyciel HMS „Gurkha”)

### Dalsza służba w skrócie
22 maja 1941 został skierowany do eskorty konwoju WS-8B na Atlantyku, w składzie 4. Flotylli kmdra Philipa Viana (HMS „Cossack”, „Zulu”, „Sikh” i „Maori” oraz polski ORP „Piorun”). 26 maja został skierowany wraz z flotyllą do akcji poszukiwania pancernika „Bismarck”. W nocy na 27 maja wraz z pozostałymi niszczycielami typu Tribal przeprowadził bezskuteczne ataki torpedowe na „Bismarcka”, nie odnosząc przy tym uszkodzeń. Eskortował później powracające pancerniki HMS „King George V” i „Rodney”.
W październiku 1941 „Sikh” został skierowany w skład zespołu H w Gibraltarze. Od 16 do 27 października ponownie brał udział w osłonie dostarczenia samolotów na Maltę przez HMS „Ark Royal” (operacja Callboy), a od 10 listopada w analogicznej operacji Perpetual (po storpedowaniu lotniskowca „Ark Royal”, eskortował 13 listopada pancernik HMS „Malaya” do Gibraltaru, po czym 14 listopada uczestniczył w nieudanych próbach ratowania lotniskowca).
W grudniu zdecydowano przenieść „Sikh” do Floty Śródziemnomorskiej. W drodze, 12 grudnia 1941 w nocy, wraz z niszczycielami „Isaac Sweers”, „Maori” i „Legion” doszło do starcia z włoskimi krążownikami koło przylądka Bon, w którym „Sikh” wziął udział w zatopieniu torpedami krążowników „Alberico da Barbiano” i „Alberto di Giussano”. Między 14 a 17 grudnia wchodził w skład zespołu K bazującego na Malcie i wziął udział w I bitwie pod Syrtą, po czym z flotyllą przebazował do Aleksandrii. Brał następnie udział w operacjach sił floty na wschodnim Morzu Śródziemnym, głównie wiążących się z zaopatrywaniem Malty, walcząc przy tym z lotnictwem (MF-2, MF-3 w styczniu 1942). W toku operacji MF-2, 7 stycznia został przebazowany na Maltę, w skład Zespołu K (Force K).
W czerwcu wziął udział w nieudanej operacji zaopatrzeniowej Malty Vigorous.
14 września 1942 „Sikh” i „Zulu” wzięły udział w nieudanej próbie wysadzenia desantu w Tobruku (operacja Agreement), podczas której „Sikh” został zatopiony przez artylerię nadbrzeżną i niemieckie działa przeciwlotnicze 88 mm oraz włoskie 76 mm, a „Zulu” następnie zatonął po zbombardowaniu przez niemieckie bombowce nurkujące. Zginęło 15 członków załogi, a 224 dostało się do niewoli, gdzie 4 zmarło z ran.